# Спектроскопія енергетичних втрат електронів
Спектроскопія енергетичних втрат електронів — метод дослідження матеріалів за допомогою непружного розсіяння електронів.
Метод зводиться до вимірювання за допомогою електронного спектрометра енергетичного спектру початково монохроматичного пучка електронів, що пройшов через зразок. Завдяки непружному розсіянню деякі електрони в зразку втрачають частину своєї енергії, передаючи її
збудженням у зразку. Такими збудженнями можуть бути фонони, плазмони, а також характерні для кожного хімічного елемента вибивання електронів із внутрішніх оболонок атомів.
Для визначення спектру енергетичних втрат використовуються електрони з енергією від 10 до 100 КеВ. Роздільна здатність методу зазвичай становить від 0,5 до 2,5 еВ. Високороздільна спектроскопія енергетичних втрат електронів має роздільну здатність до 10 меВ.